# Aechmophorus clarkii
Lo svasso cigno di Clark (Aechmophorus clarkii (Lawrence, 1858)) è un uccello della famiglia Podicipedidae.

## Distribuzione e habitat
Questa specie nidifica nei grandi laghi dell'entroterra occidentale del Nord America e l'inverno migra sulla costa pacifica; alcune popolazioni rimangono per tutto l'anno stanziali in California, Nevada, e Arizona nella cosiddetta Lower Colorado River Valley, altre popolazioni restano invece stanziali nel Messico centrale.

## Biologia

### Alimentazione
Si nutre immergendosi alla ricerca di insetti, vermi policheti, crostacei e urodeli.

### Riproduzione
Esegue lo stesso complesso rituale di corteggiamento che esibisce lo svasso cigno.

## Sistematica
Esistono due sottospecie di Aechmophorus occidentalis:
- Aechmophorus clarkii clarkii - (Lawrence, 1858); sottospecie nominale tipica della costa ovest del Messico e dell'Altopiano messicano;
- Aechmophorus clarkii transitionalis - Dickerman, 1986; sottospecie tipica del Nord America occidentale.